# Moulay Slissen
Moulay Slissen (em árabe: مولاى سليسن) é uma comuna localizada na província de Sidi Bel Abbès, Argélia. De acordo com o censo de 2008, a população total da cidade era de 5 672 habitantes.